# Miłoradz (gemeente)
De gemeente Miłoradz is een landgemeente in het Poolse woiwodschap Pommeren, in powiat Malborski.
De gemeente bestaat uit 9 administratieve plaatsen solectwo: Bystrze, Gnojewo, Kończewice, Mątowy Małe, Mątowy Wielkie, Miłoradz, Pogorzała Wieś, Stara Kościelnica, Stara Wisła
De zetel van de gemeente is in Miłoradz.
Op 30 juni 2004 telde de gemeente 3430 inwoners.

## Oppervlakte gegevens
In 2002 bedroeg de totale oppervlakte van gemeente Miłoradz 93,75 km², waarvan:
- agrarisch gebied: 82%
- bossen: 3%

De gemeente beslaat 18,95% van de totale oppervlakte van de powiat.

## Demografie
Stand op 30 juni 2004:
| Omschrijving                   | Totaal | Totaal | Vrouwen | Vrouwen | Mannen | Mannen |
| ------------------------------ | ------ | ------ | ------- | ------- | ------ | ------ |
| eenheid                        | aantal | %      | aantal  | %       | aantal | %      |
| inwoners                       | 3430   | 100    | 1711    | 49,9    | 1719   | 50,1   |
| bevolkingsdichtheid (inw./km²) | 36,6   | 36,6   | 18,3    | 18,3    | 18,3   | 18,3   |

In 2002 bedroeg het gemiddelde inkomen per inwoner 1437,11 zł.

## Aangrenzende gemeenten
Lichnowy, Malbork, Pelplin, Subkowy, Sztum, Tczew